# Rue Dostoïevski

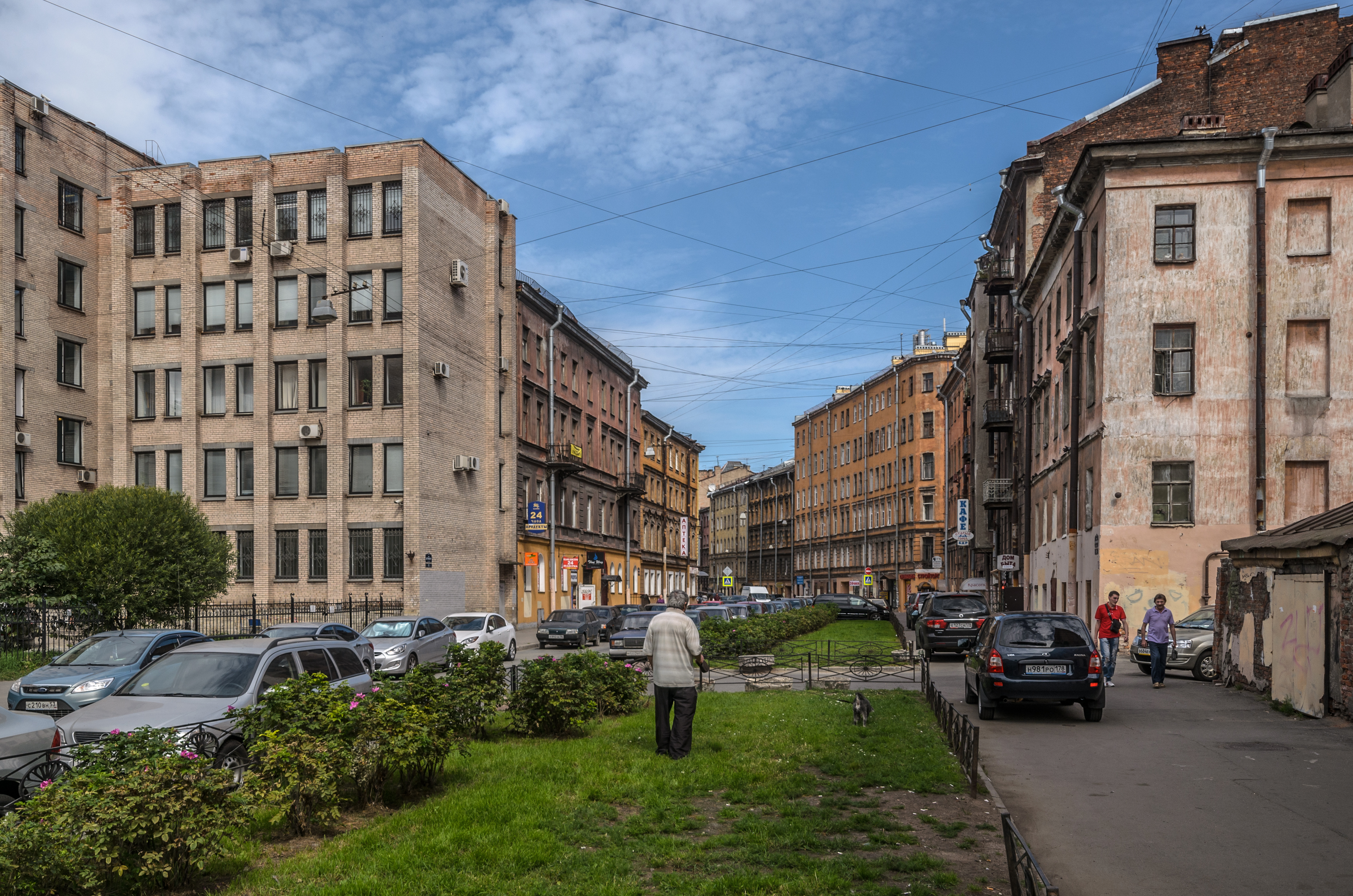
Rue Dostoïevski

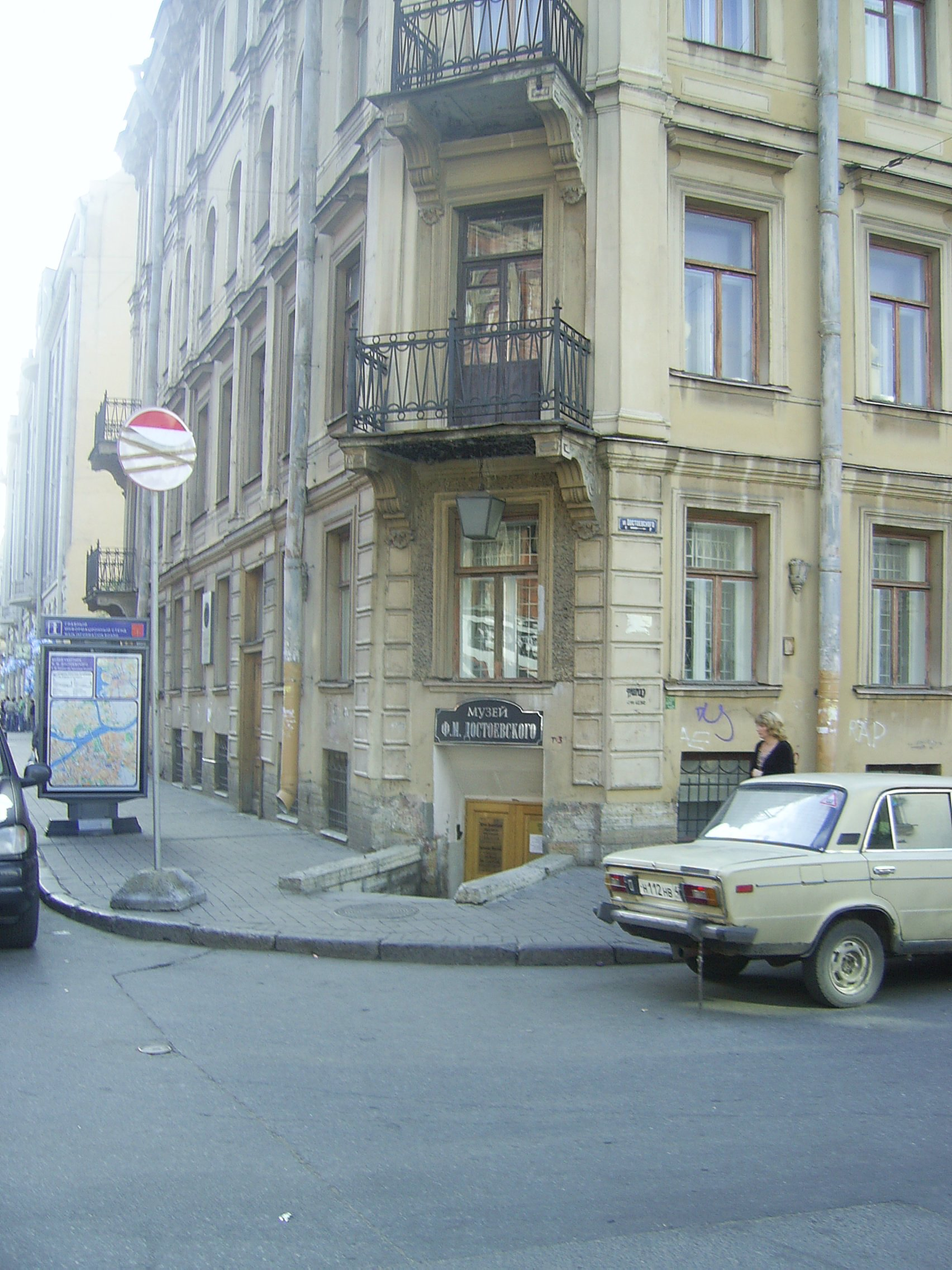
Entrée du musée Dostoïevski au no 2 de la rue Dostoïevski

La rue Dostoïevski (улица Достоевского, oulitsa Dostoïevskovo) est une voie de Saint-Pétersbourg.

## Situation et accès
Cette rue du district central de Saint-Pétersbourg mesure 740 mètres de longueur. 
Elle démarre voie Kouznetchny et se termine rue Sotsialistitcheskaïa.
Elle est desservie par les stations de métro Dostoïevskaïa (ligne 4) et Vladimirskaïa (ligne 1). 

## Origine du nom
Elle rend honneur à l'écrivain Fiodor Dostoïevski. 

## Historique
Avant 1915, la rue s'appelait « rue Iamskaïa », d'après la sloboda du même nom qui s'y trouvait au XVIIIe siècle.
Elle a été rebaptisée « rue Dostoïevski », car l'écrivain y habita de 1878 jusqu'à ses derniers jours. 
En 1971, on y ouvert le musée Dostoïevski au no 2.

## Bâtiments remarquables et lieux de mémoire
- N°1: marché Kouznetchny
- N°2: musée Dostoïevski
- N°5: immeuble de rapport construit par l'architecte Pavel Suzor[1] (1844-1919) en 1894-1895
- N°14: hôtel particulier Krapkov construit en 1840 par Karl Brandt (1810-1882), réaménagé
- N°27: immeuble de rapport construit par Pavel Suzor en 1881
- N°28: deux immeubles inscrits aux monuments architecturaux
- N°29: immeuble de rapport construit par Pavel Suzor en 1880 (il fait l'angle du N°18 de la rue Sotsialistitcheskaïa)
- N°36: immeuble de rapport construit par l'architecte Gavriil Baranovski pour lui-même en 1897
- N°36/44: bâtiment de l'usine Siegel (inscrit à la liste des monuments architecturaux)